# Comtat de Rougé
El comtat de Rougé fou una jurisdicció feudal de l'antic règim iniciada a Rougé a Bretanya. Fou una senyoria però al segle xviii hi havia els marquesos, els comtes i els vescomtes de Rougé. La família Rougé és una de les principals famílies nobles de França.
La línia de comtes s'inicia amb Gabriel Francesc mort el 1786, i el va seguir Francesc Pere Oliver (+1816). Després en el títol van seguir Adrià Gabriel (1816-1838), Lluís (1838-1880), Pere (1880-1912), Lluís Pere (1912-1953) i Joan Lluís (1953-). L'hereu és el fill del darrer, Guillem, nascut el 1980. Alguns membres d'altres branques de la família van adoptar també aquest títol.